# Carte de disparité
La carte de disparité d'une scène est une image numérique qui contient uniquement l’information sur les correspondances des points entre deux vues d'une même scène prises depuis deux endroits différents.
- Stéréovision
- Ombroscopie
- Scanner tridimensionnel